# Glenn Medeiros
Glenn Allan Medeiros (Līhuʻe, Kauai, 24 giugno 1970) è un cantautore statunitense di origine portoghese e nativo delle Hawaii, in attività dagli anni ottanta e dedito al genere pop e R&B.
Il suo nome è legato soprattutto alla canzone Nothing's Gonna Change My Love for You, cover dell'omonimo brano di George Benson del 1984 incisa nel 1987, che gli ha fatto raggiungere la fama mondiale a soli diciassette anni e che gli valse un disco d'oro nel 1988.
Il suo primo album, sempre del 1987, si intitola Glenn Medeiros; l'ultimo si intitola With Aloha, del 2005. In totale, gli album pubblicati da Glenn Medeiros sono 9.
Ha collaborato con vari artisti, tra cui Elsa Lunghini, Bobby Brown, Ray Parker Jr. e Thomas Anders.
È fra gli artisti che si sono esibiti nella trasmissione televisiva Top of the Pops.

## Biografia
Glenn Allan Medeiros è nato il 24 giugno 1970 a Lihue, nell'isola hawaiiana di Kaua'i da una famiglia di origine portoghese e più precisamente dell'arcipelago di Madeira.
Inizia a cantare a 10 anni, aiutando il padre, autista di bus, a intrattenere i turisti durante il tour guidato dell'isola di Kaua'i.
Il suo talento viene in seguito notato dal suo maestro di musica, che nel 1986 lo spinge a partecipare a un concorso in una radio locale che mette in palio un premio di 500 dollari e un contratto discografico.
Il sedicenne Glenn vi partecipa interpretando la canzone di George Benson Nothing's Gonna Change My Love for You, vincendo il primo premio.
Il disco da lui inciso viene in seguito prodotto a livello internazionale tra il 1987 e il 1988, riscuotendo un enorme successo (primo posto nelle classifiche di varie nazioni e disco d'oro in Francia, Canada, Paesi Bassi Bassi e Regno Unito).
Nel frattempo, pubblica il suo primo album, intitolato Glenn Medeiros (1987).
Nel 1988, incide il suo secondo album, Not Me.
Nello stesso anno, collabora con la cantante francese Elsa Lunghini, con cui incide Un roman d'amitié (Friend You Give Me a Reason), che ottiene un grande successo in Francia.
Nel 1989 ottiene una piccola parte nel film Karate Kid III - La sfida finale, dove interpreta se stesso e canta anche alcuni brani della colonna sonora (Under Any Moon, I Can't Help Myself e High Wire).
Nel 1990 incide in duetto con Bobby Brown She Ain't Worth It (primo posto nelle classifiche degli Stati Uniti) e, assieme a Ray Parker Jr., All I'm Missing Is You.
Nel 1992 incide un disco con Thomas Anders (ex dei Modern Talking), intitolato "Standing Alone".
Nel 1993 pubblica un album natalizio, The Glenn Medeiros Christmas Album.
Attualmente si esibisce allo Hale Koa Hotel di Waikīkī e insegna dal 2004 storia mondiale e storia degli Stati Uniti alla Maryknoll High School di Honolulu. In precedenza, aveva insegnato musica alla St. Joseph's School di Waipahu e allo Island Pacific Academy di Kapolei.
Per quanto riguarda la vita privata, è sposato dal 1996 con Tammy Armstrong e ha un figlio, Chord Kaleohone (nato nel 2000), e una figlia, Lyric Leolani, (nata nel 2001).

## Discografia

### Album
- 1987 - Glenn Medeiros
- 1988 - Not Me
- 1990 - Glenn Medeiros
- 1993 - It's Alright to Love (solo in Europa ed Asia)
- 1993 - The Glenn Medeiros Christmas Album
- 1995 - Sweet Island Music
- 1999 - Captured
- 2003 - ME
- 2005 - With Aloha

### Singoli
- 1987 - Nothing's Gonna Change My Love for You
- 1987 - Lonely Won't Leave Me Alone
- 1987 - What's It Gonna Take
- 1987 - Watching Over You
- 1988 - Long And Lasting Love (Once In A Lifetime)
- 1988 - Never Get enough Of You
- 1988 - Un roman d'amitié (Friend You Give Me a Reason) (con Elsa)
- 1989 - Under Any Moon (con The Jets)
- 1989 - Love Always Find A Reason (con Ria)
- 1990 - She Ain't Worth It (con Bobby Brown)
- 1990 - All I'm Missing Is You (con Ray Parker Jr.)
- 1990 - Me - U = Blue (con The Stylistics)
- 1992 - Standing Alone (con Thomas Anders)
- 1993 - Everybody Needs Somebody To Love